# Districte de Šumadija
El Districte de Šumadija (en serbi: Šumadijski okrug, Шумадијски округ) és un dels 18 ókrug o districtes en què està dividida la Sèrbia central, la regió històrica de Sèrbia. Té una extensió de 2.387 km², i segons el cens del 2011, 290.900 habitants. La seva capital administrativa és la ciutat de Kragujevac. Els municipis que componen el districte són: Kragujevac (dividida en 5 municipis), Aranđelovac, Topola, Rača, Batočina, Knić i Lapovo.

## Cultura i Història
A les proximitats de Kragujevac s'hi troben diversos monestirs medievals, incloent-hi el monestir de l'anunciació Divostin del segle xiii; el monestir de Sant Nicolau, que es creu que ja exisita a l'època de la batalla de Kosovo el 1389; i el monestir de Drača.
El 1833 es va fundar l'Escola de Gramàtica de Kragujevac, la primera escola de gramàtica del serbi al sud dels rius Sava i Danubi. Els darrers 50 anys, aquest símbol de l'aprenentatge serbi s'ha convertit en un símbol de dol: al parc per a la memòria de Šumarice s'hi erigeix un monument dedicat als alumnes i professors d'aquesta escola de gramàtica que foren executats a la Segona Guerra Mundial. Amb l'objectiu de fer-ne un exemple de terror per a Sèrbia, els feixistes alemanys van executar 7.000 ciutadans de Kragujevac en un sol dia, el 21 d'octubre de 1941. Entre ells s'hi trobaven 300 alumnes i 18 professors, incloent-hi 15 nois d'entre 8 i 15 anys.

## Economia
Avui en dia Kragujevac és un centre industrial modern de Sèrbia. El negoci més conegut és la fàbrica de cotxes Zastava, ara part de FIAT, que va fabricar el famós cotxe Yugo. També es poden destacar la fàbrica "21 Oktobar" (que fabrica components d'automòbils) i la manufactura d'armes de Zastava Arms.